# Крюс, Лора Хоуп
Лора Хоуп Крюс (англ. Laura Hope Crews, 12 декабря 1879 — 12 ноября 1942) — американская актриса.
Родилась в Сан-Франциско младшей из четырёх детей в семье актрисы Анджелы Локвуд и плотника Джона Томаса Крюса. Её актёрская карьера началась в четырёхлетнем возрасте с участия в театральных постановках. Во время учёбы в школе она на время оставила карьеру, а в 1898 году вновь вернулась на сцену. После переезда в Нью-Йорк, Крюс вступила в Нью-йоркскую театральную гильдию, а в 1903 году дебютировала на Бродвее. За годы своей театральной карьеры, продолжавшейся почти четыре десятилетия, актриса появилась в сорока крупных бродвейских постановках, а наибольшего успеха ей принесла роль Эбби Брюстер в комедии «Мышьяк и старые кружева» в 1942 году.
На киноэкранах Крюс появлялась заметно реже, начав при этом сниматься в 1915 году в немом кино. Среди её киноработ наиболее заметной является роль тётя Питтипэт Гамильтон в знаменитой картине Виктора Флеминга «Унесённые ветром» в 1939 году. Помимо этого она также появилась в картинах «Дама с камелиями» (1936), «Ангел» (1937), «Сёстры» (1938), «Восторг идиота» (1939) и «Нью-орлеанский огонёк» (1941).
В октябре 1942 года актриса была доставлена в санаторий Лерой в Нью-Йорке в связи с обострением болезни почек. Последующий месяц там она провела в тяжелом состоянии, и 12 ноября 1942 года скончалась в возрасте 62 лет. Лора Хоуп Крюс похоронена в Калифорнии на кладбище города Колма.
Вклад Крюс в американскую киноиндустрию отмечен звездой на Голливудской аллее славы. В 1980 году в телефильме «Немые любовники» её роль сыграла актриса Одра Линдли.